# Myrgawet
Myrgawet – wieś w Armenii, w prowincji Ararat. W 2011 roku liczyła 2084 mieszkańców.